# Alain Desvergnes
Alain Desvergnes (9. listopadu 1931 Dordogne – 12. července 2020, Étel) byl francouzský fotograf.

## Životopis
Po studiu žurnalistiky a sociologie odešel Desvergnes v 60. letech do Severní Ameriky a žil a působil ve Spojených státech a Kanadě. Byl přednášejícím na University of Mississippi a docentem na Ottawské univerzitě, kde založil katedru výtvarného umění. Působil také jako docent na Univerzitě sv. Pavla v Ottawě v oddělení sociálních komunikací.
V roce 1979 se Desvergnes vrátil do Francie. Rencontres d'Arles řídil až do roku 1982, kdy na žádost ministerstva kultury začal vést École nationale supérieure de la photographie. Ve škole zůstal šestnáct let.
Svá díla vystavoval v mnoha galeriích v Evropě a Severní Americe.
Alain Desvergnes se odstěhoval do Ételu. Zemřel 12. července 2020 ve věku 88 let.

## Výstavy
- Paysages en tant que portraits, portraits en tant que paysages (2010–12)[3]
- Le monde de Faulkner dans le comté de Yoknapatawpha (2015)

## Publikace

### Fotoalba
- Yoknapatawpha : le pays de William Faulkner (1989)
- Yoknapatawpha : the land of William Faulkner (1990)
- Paysages portraits, portraits paysages (2010)

### Monografie
- L'insoupçonnable, art et manufacture remarquables en pays d'Arles (1995)
- Debbie Fleming Caffery (2001)
- Infra-mince (2005)
- Constant Puyo (2008)

## Sbírky
Mnoho prací Alaina Desvergnesa je archivováno v Bibliothèque nationale de France, Maison européenne de la photographie, v Centru pro studium jižní kultury (Center for the Study of Southern Culture) a v National Film Board of Canada.